# Gorje, Vrba na Koroškem
Gorje (nemško Göriach) je naselje v Občini Vrba na Koroškem v Okraju Beljak-dežela na Koroškem v Avstriji.